# Страта Марії Шотландської
«Страта Марії Шотландської» (англ. Execution of Mary, Queen of Scots або англ. The Execution of Mary Stuart, 1895) — короткометражний фільм компанії Едісона, знятий для демонстрації за допомогою кінетоскопа.

## Сюжет
Фільм ілюструє відомий історичний епізод страти Марії Стюарт за наказом королеви Єлизавети Англійської 8 лютого 1587 року.
Сюжет 11-секундного фільму складається всього з кілька рухів: Марія підходить до плахи, навколо якої стоять стражники і дворяни, кладе на неї голову; кат розмахується і завдає удар сокирою, а потім піднімає і показує відрубану голову.

## Цікаві факти
- Фільм знятий в серпні 1895 року.
- Фільм знятий одним загальним планом, однак з використанням стоп-кадру: перед ударом сокирою камеру зупинили, актора Роберта Томае, який грав Марію, замінили манекеном, якому кат і відрубав голову після запуску камери. Судячи з усього, це один з найбільш ранніх (приблизно за рік до Мельєса) прикладів свідомого застосування стоп-кадру та монтажу при кінозйомці одного епізоду[1].
- Фільм вважається першим в історії постановочним фільмом, знятим із залученням професійних акторів.
- Фільм справляв сильне враження на глядачів, деякі з яких під впливом побаченого щиро вважали, що заради його зйомки була по-справжньому обезголовлена жінка.